# Comhaltas Ceoltóirí Éireann

Comhaltas Ceoltóirí Éireann (en français : « Rassemblement/fraternité de musiciens irlandais ») est une organisation irlandaise destinée à promouvoir la musique, les chants, les danses et la langue irlandaise. Elle a été fondée en 1951 par un groupe de sonneurs de cornemuse qui s'inquiétaient du déclin de la musique traditionnelle irlandaise. Le nom de cette organisation est souvent abrégé en « Comhaltas » ou « CCÉ ».
Actuellement, le Comhaltas comprend environ 30 000 membres dans 400 filiales en Irlande et à l'étranger (Australie, Canada, États-Unis, France, Grande-Bretagne, Italie, Japon, Luxembourg). Le siège se trouve à Dublin.

## Objectifs
Les objectifs du Comhaltas sont :
- promouvoir la musique traditionnelle irlandaise sous toutes ses formes ;
- rétablir l'usage de la harpe et des Uilleann pipes dans la nation irlandaise ;
- promouvoir la danse traditionnelle irlandaise ;
- encourager et promouvoir l'usage de l'irlandais dans la vie quotidienne ;
- créer un lien entre les amateurs de musique irlandaise ;
- coopérer avec les autres organisations travaillant à la pérennité de la culture irlandaise ;
- s'établir dans le pays ainsi qu'à l'étranger pour réaliser ces objectifs.

## LeFleadh Cheoil
Comhaltas est responsable de l'organisation d'un festival de musique irlandaise, le Fleadh Cheoil. Il s'agit principalement d'un concours entre musiciens, et s'accompagne de parades et de concerts ; les Fleadhanna Cheoil se tiennent généralement au mois d'août.
La première édition a eu lieu à Mullingar (Westmeath), en 1951 ; il a été accueilli par Ville Cavan (Cavan) en 2010.

## Programmes éducatifs
Le SCT (Scrúdu Ceol Tíre) est un programme destiné aux personnes désirant étudier la musique irlandaise ; il comprend plusieurs niveaux conduisant à 12 examens, aussi bien sur l'exécution instrumentale que sur l'histoire et la théorie musicale.
Pour être certifiés par le CCÉ, les professeurs désirant enseigner la musique irlandaise peuvent obtenir un diplôme, le TTCT (Teastais Teagaisc Cheol Tíre).